# Рут
Вижте пояснителната страница за други значения на Рут.
Рут (на иврит: רוּת) е главната героиня на библейската Книга Рут.
Рут е моавитка, която се жени за евреин и приема юдаизма, след поредица трудности е приета за част от еврейската общност и става прабаба на еврейския цар Давид. Смята се, че книгата е съставена през Персийската епоха (V-IV век пр. Хр.) и че полемизира с лансираните от Ездра и Неемия забрани за бракове с неевреи.